# Stepan Vasiljevič Djatkov
Stepan Vasiljevič Djatkov (rusko Степан Васильевич Дятков), ruski general, * 1759, † 1818.
Bil je eden izmed pomembnejših generalov, ki so se borili med Napoleonovo invazijo na Rusijo; posledično je bil njegov portret dodan v Vojaško galerijo Zimskega dvorca.

## Življenje
1. marca 1771 je kot navadni vojak vstopil v Semjonovski polk. Septembra 1776 je bil kot poročnik premeščen v Konjeniški gardni polk in leta 1788 je bil premeščen v Perejaslovski konjeniški lovski polk. 
Udeležil se je rusko-turške vojne 1787-91, za kar je bil 30. oktobra 1799 povišan v polkovnika. 1. januarja 1804 je postal poveljnik Malorosijskega kirasirskega polka in 24. septembra 1806 je postal šef polka. 
Udeležil se je tudi vojne proti Francozom v letih 1805 in 1806-07. 30. avgusta 1807 je postal šef Orenburškega dragonskega polka in 12. decembra istega leta je postal generalmajor. 
Prav tako se je udeležil patriotske vojne in poznejših kampanj.
30. decembra 1818 se je upokojil zaradi prejetih ran.